# 에님바 FC
에님바 인터내셔널 FC(영어: Enyimba International FC) 또는 에님바(영어: Enyimba)는 나이지리아 아바의 축구이다. 구단 명칭은 이보어로 "주민들의 코끼리"를 뜻한다.

## 우승 기록

### 나이지리아 국내 대회
- 나이지리아 프리미어리그: 우승 6회 (2001, 2002, 2003, 2005, 2007, 2010)
- 나이지리아 FA컵: 우승 2회 (2005, 2009)
- 나이지리아 내셔널 리그: 우승 1회 (1993)
- 나이지리아 슈퍼컵: 우승 2회 (2001, 2003)

### 국제 대회
- CAF 챔피언스리그: 우승 2회 (2003, 2004)
- CAF 슈퍼컵: 우승 2회 (2004, 2005)

## 선수 명단

### 현역
참고: FIFA 자격 규정에 따라 소속된 국가대표팀 국기를 표시합니다. 선수는 복수의 FIFA 비회원국 국적을 가지고 있을 수 있습니다.
| 번호 | 포지션 | 국적 | 이름 |
| ---- | ------ | ---- | ---- |

| 번호 | 포지션 | 국적 | 이름 |
| ---- | ------ | ---- | ---- |